# 万人雇佣军团

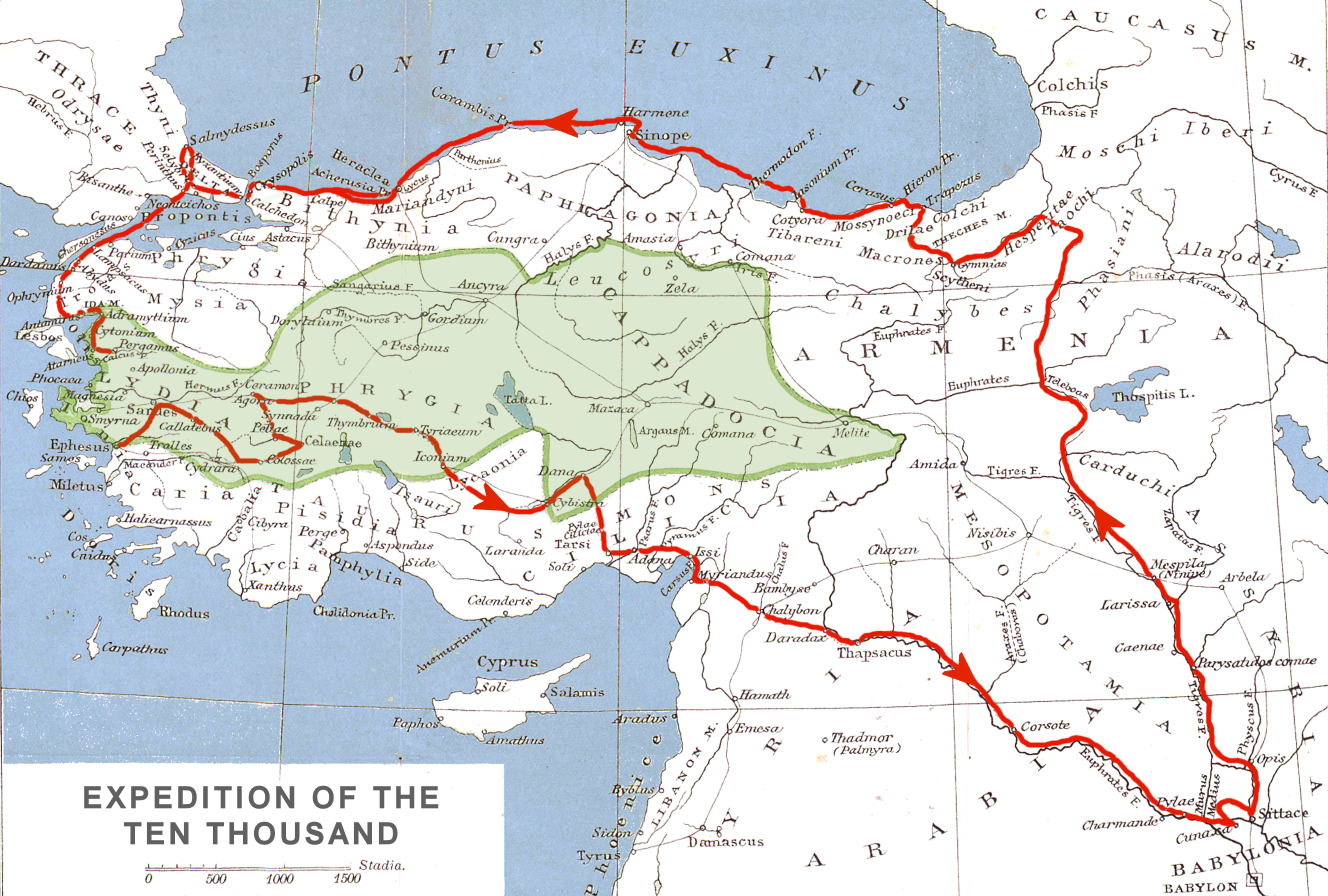
色诺芬的行军路线和在阿契美尼德帝国境内的万人雇佣军团 。

万人雇佣军团（羅馬化：oi Myrioi）是小居鲁士雇用的一支以希腊人为主要兵源的雇佣兵部队，用来从他的兄弟阿尔塔薛西斯二世手中夺取波斯帝国的宝座。  色诺芬（领导者之一）在其作品《长征记》中记录了他们奔赴库纳克萨战役并回到希腊（公元前401-399）的行军。 

## 运动
万人雇佣军团行进至内陆并参加了库纳克萨战役，然后在公元前401年至公元前399年前往希腊。 色诺芬在《长征记》中记载道，希腊重甲军队在战斗中两次击溃了敌军，只有一名希腊人受伤。 但在战斗结束后，他们才得知居鲁士被杀，使得一切都徒劳无功。 
“万人雇佣军团”在一个非常大的帝国中间，没有食物，没有雇主，也没有可靠的朋友。 他们提议让他们的波斯盟友阿里乌斯王成为国王，但他拒绝的理由是他不是皇室血统，因此在波斯人中找不到足够的支持来取得成功。 他们向亚瑟达克斯的领先提萨斐尼提供服务，但他拒绝了他们，他们拒绝向他投降。 提萨斐尼留下了一个问题;一支庞大的重型军队，他无法通过正面攻击击败他们。 他为他们提供了食物，经过漫长的等待，带领他们向北回家，同时将波斯将军亚里亚乌斯及其光明部队从他们的事业中解放出来。 
希腊高级官员接受了提萨斐尼的邀请参加一个盛宴，在那里他们被俘虏，被国王带走，并被斩首。 希腊人选出了新的军官，其中包括色诺芬，并开始通过Corduene和亚美尼亚向北进军黑海 。 

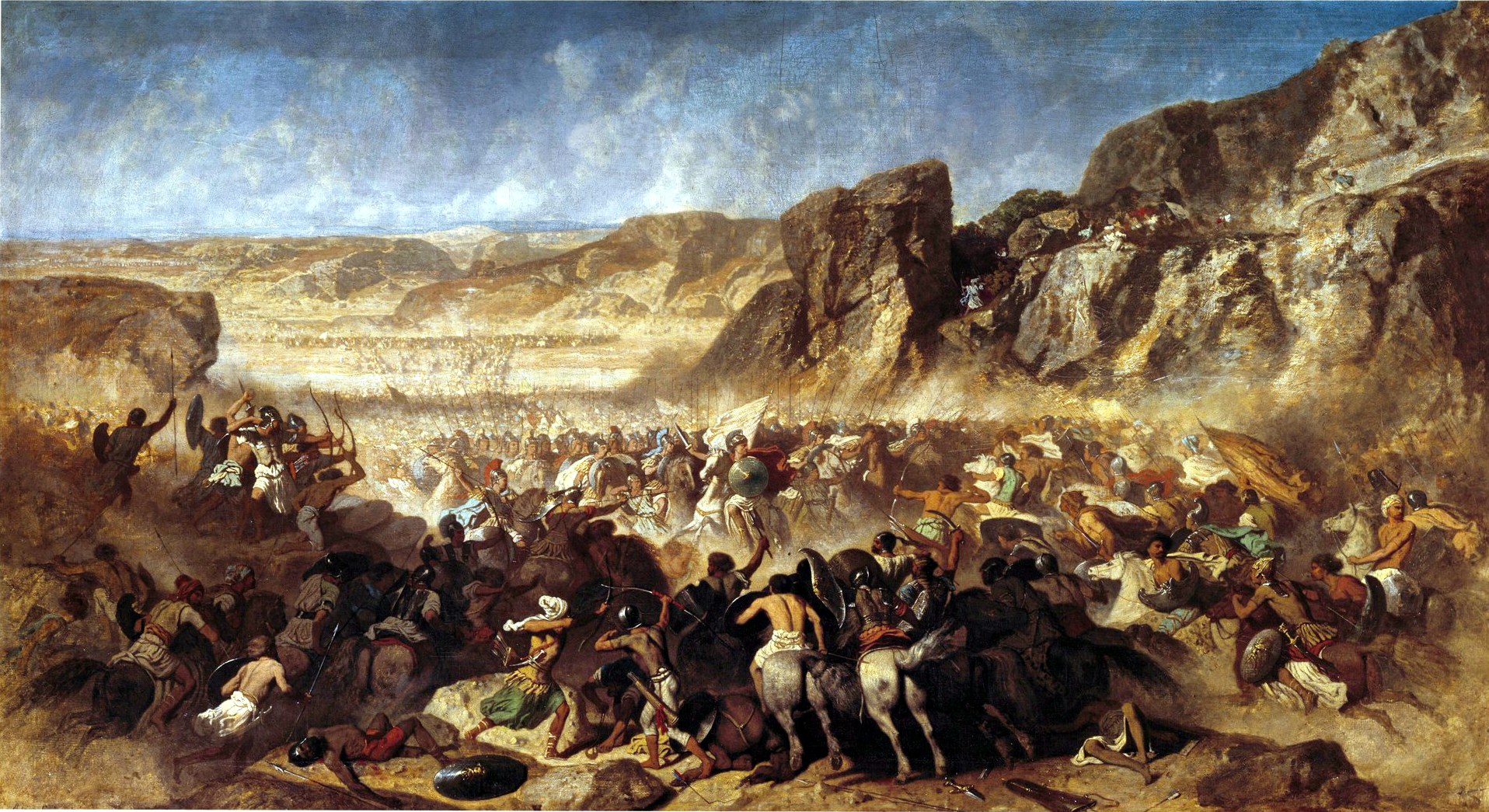
在库纳克萨战役撤退一万人。 Jean Adrien Guignet。

色诺芬和他的手下最初不得不用一支骚扰波斯遠程骑兵的小部队来处理截击。 每天，这些骑兵没有发现万人的反对，他们小心翼翼地走得越来越近。 一天晚上，色诺芬组成了一支弓箭手和轻骑兵。 当波斯骑兵第二天抵达，现在在几码之内射击时，色诺芬突然释放了他的新骑兵，冲击着震惊和混乱的敌人，杀死了许多人，并将其余部分分开。  提萨斐尼以巨大的力量追逐色诺芬，当希腊人到达宽阔的大扎布河时，他们似乎被包围了。 然而，色诺芬迅速制定了一个计划：所有的山羊，牛，羊和驴都被屠宰，他们的身体被塞满了干草，横跨河流缝合并覆盖着泥土，以免滑倒。 这创造了一个桥梁，在波斯人可以到达之前，色诺芬带领他的人。 色诺芬能够获得在一个拥有敌对人口的庞大帝国中心提供武力的手段令人惊讶。 道奇指出，“在这次撤退中，首先还展示了必要的，如果残忍的手段，通过对所经过的国家的系统性破坏以及对其村庄的破坏来掠夺追捕的敌人，以剥夺他的食物和住所。 此外，色诺芬还是第一个在方阵后方建立了一个储备的人，他可以随意补充他的线路中的弱部分。 这是一个极好的第一个概念。“ 
万人雇佣军团最终进入了卡杜奇人的土地，这是一个居住在土耳其东南部山区的野生部落。 卡杜奇人是“一个凶悍，热爱战争的种族，从未被征服过。 一旦伟大的国王向他们的国家派遣了一支由12万人组成的军队，以制服他们，但是所有伟大的主人都没有再见过他的家。“  十万人进入并被石头和箭头射击了好几天，然后他们才到达了主要的卡杜奇主持人所坐的地方。 在Carduchian Defile战役中 ，色诺芬有8,000名男子在这个主人上佯装 ，并将其他2,000名男子游行到暴风雨掩护下的一名囚犯透露的通行证上，并且“已经前往主要通道的后方，在白天，在晨雾的掩护下，他们大胆地推进了惊讶的卡杜奇人。 他们许多号角的咆哮引起了他们成功绕道到色诺芬的注意，并加剧了敌人的混乱。 主要军队立即加入了从山谷一侧的袭击，而卡杜奇人则从他们的据点赶来了。“  在激烈的山地战斗中，色诺芬表现出了这种情况所需的平静和耐心，希腊人前往Centrites河的山脉北部山麓，却发现一条主要的波斯部队阻挡了北部的路线。 随着卡杜奇人涌向希腊后方，色诺芬再次面临战争中完全毁灭的威胁。 色诺芬的侦察兵很快发现了另一个浅滩，但是波斯人也移动并阻挡了它。 在7天战争之前由罗伯特·李概括的狡猾策略中的色诺芬向另一个福特派遣了一支小型力量，导致焦虑的波斯人将其大部分力量平行分离。 色诺芬猛冲并完全压倒了他的福特力量，而希腊支队则向这座桥头堡强行进军。 这是有史以来，22年后，在深度的第一攻击中Delium和30年之前， 伊巴密浓达在比较有名的使用它留克特拉 。 

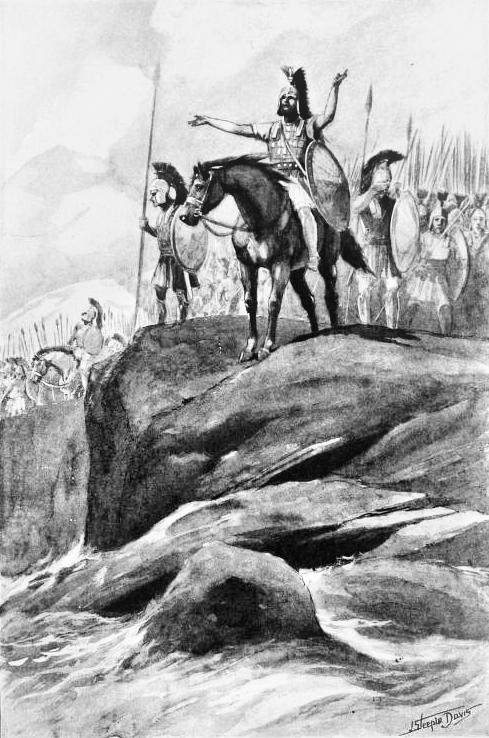
色诺芬通过波斯带领他的万人前往黑海。 19世纪的插图。

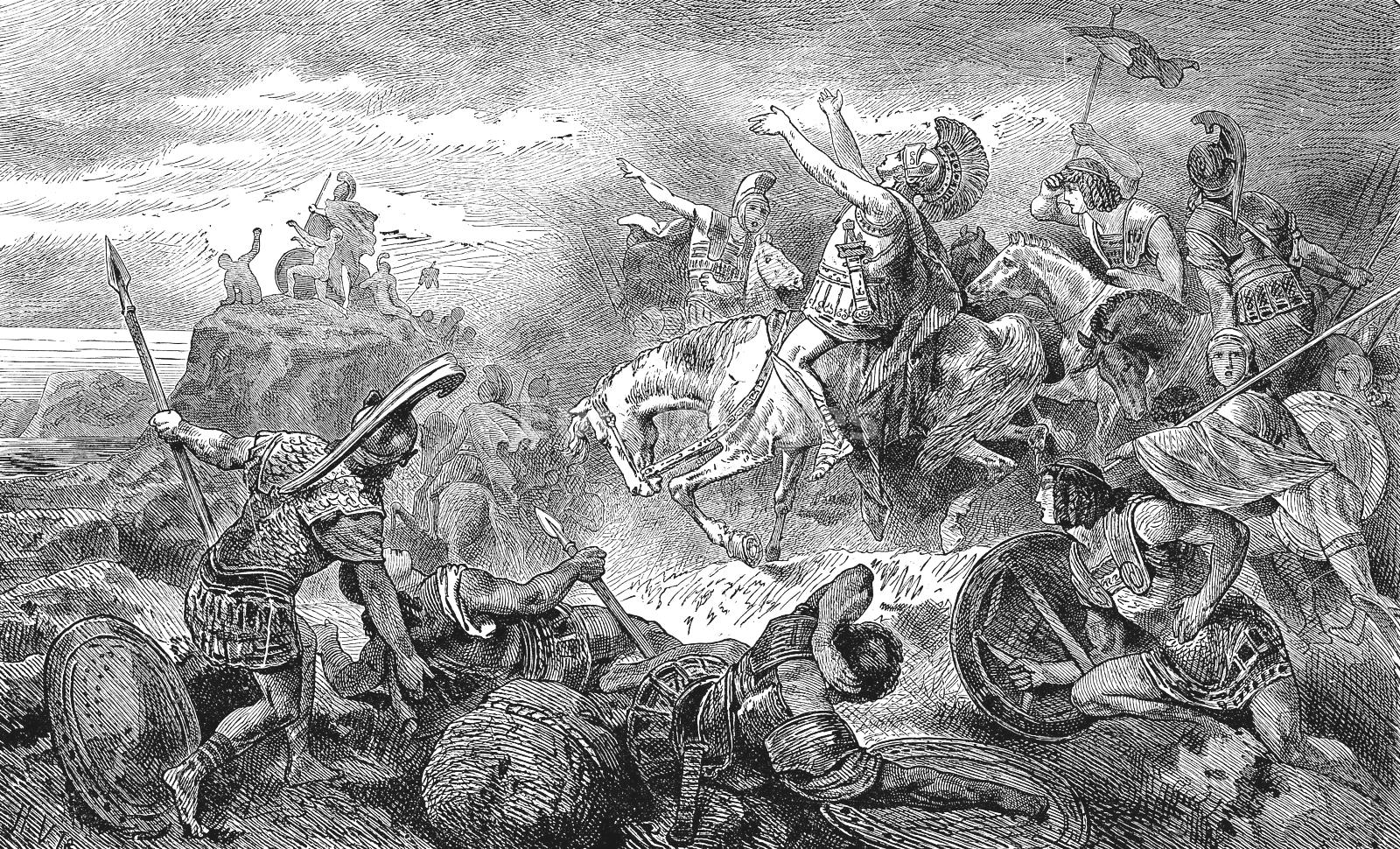
Thálatta！ Thálatta！ （“海！ 海！“ ）。 特拉布宗是第一个从内陆波斯撤退的第一个希腊城市。Herman Vogel的插图。

现在冬天到来了，希腊人在亚美尼亚游行“完全没有提供适合这种天气的服装”  ，造成的伤亡人数超过了他们在当地一支部队的技术伏击和这一时期另一支部队的侧翼所遭受的伤亡（尽管准备征服阳光巴比伦的士兵不能真正归咎于缺少冬衣。 在希腊人迫切需要食物的时期，他们决定攻击一座已知存放的木制城堡。 然而，这座城堡坐落在被森林环绕的山丘上。 色诺芬命令他的手下的小党派出现在山路上，当防御者开枪时，一名士兵会跳入树林，他“经常这样做，最后在他面前有相当多的石头堆积但他本人却没有动过。“ 然后，“其他人跟着他的榜样，做了一场比赛，享受了感觉，对老人和年轻人来说都是愉快的，一会儿冒险，然后迅速逃离它。 当石头几乎耗尽时，士兵们在道路的暴露部分相互竞争“，猛攻堡垒，大部分驻军现在被中立，几乎没有打架。 
不久之后，色诺芬的人员到达了黑海沿岸的 特拉布宗（ Anabasis 4.8.22）。 色诺芬记录了这个快乐的时刻，当时“万人”（当时实际上远远少于）终于看到了大海，意味着他们的逃亡以及他们到达海岸希腊殖民地的能力，于是他们大声喊着“塔拉塔！塔拉塔！”（Thalatta！ Thalatta！，意为“大海！ 大海！“ ）。  。 在他们离开之前，希腊人与当地人结盟，并在山区国家与波斯人的附庸科尔奇人进行了最后一场战斗。 色诺芬命令他的部队将这条线部署得非常薄，以便与敌人重叠，保持强大的储备。 科尔奇人看到他们被包围，他们分开他们的军队来检查希腊的部署情况，在他们的线路上打开了一个空隙，色诺芬冲进他的预备队，获得了一场精彩的希腊胜利。 

### 没有计划运往欧洲
在他们的到来特拉布宗在黑海，希腊雇佣兵派出了斯巴达将军， 切里索菲斯到安克西比斯的斯巴达海军上将驻扎在拜占庭在公元前400年，以获得足够数量的船只将他们送到欧洲。  然而，当切里索菲斯再次在锡诺普遇到他们时，他从安克西比斯那里带回了任何东西，但是当他们从黑海出来时，他们带回了民事言论和就业承诺。 

### 与法尔纳巴佐斯的最后冲突（公元前399年）

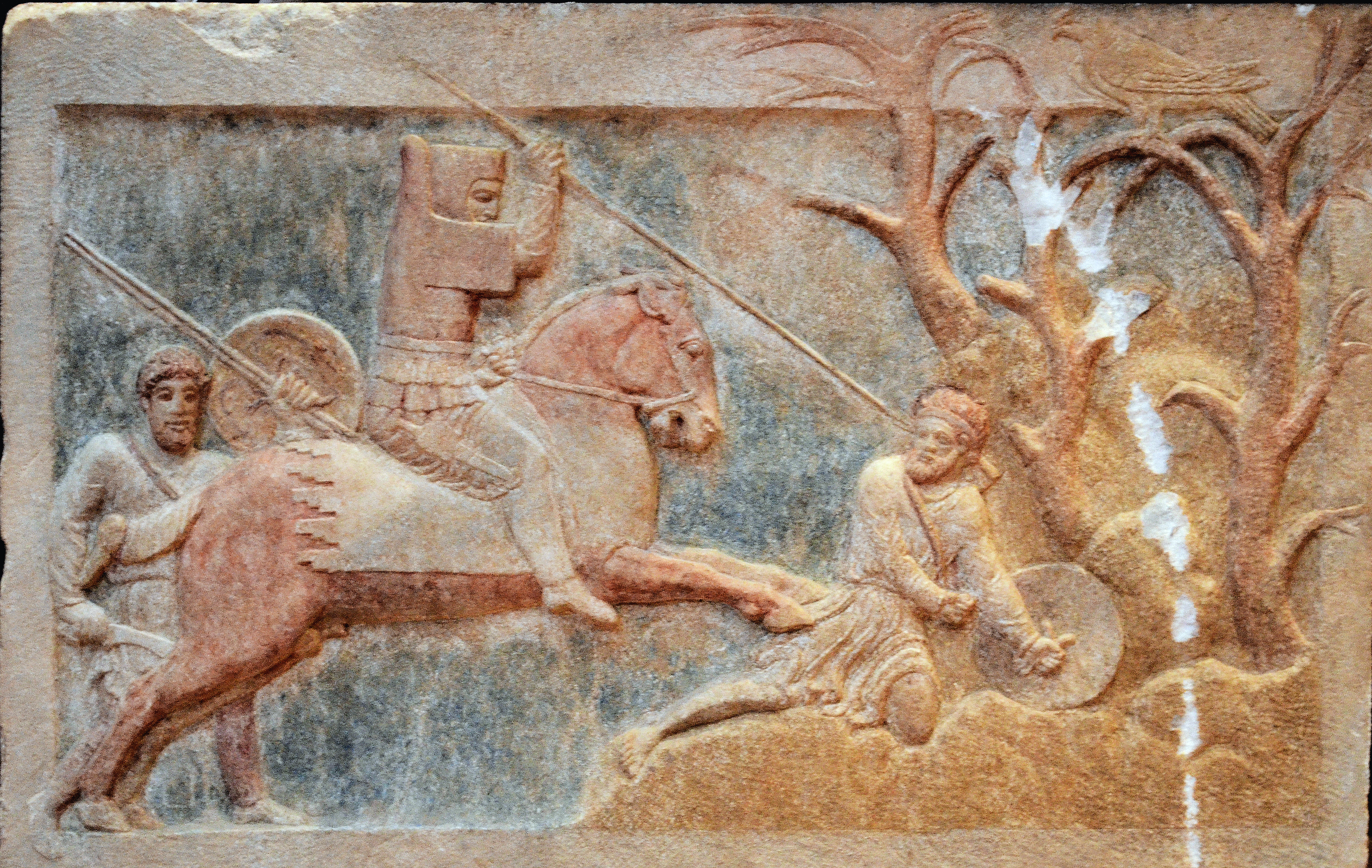
雅典雇佣兵佩尔斯特 （左）支持赫勒斯滂弗里吉亚 （中）的阿契美尼德骑士攻击希臘輕裝部隊 （右）， Altıkulaç石棺 ，公元前4世纪初。

色诺芬在一万继续向西，由一些船，但其中大多数是由土地，并抵达比提尼亚丰富的小规模冲突和掠夺之后。  赫勒斯滂弗里吉亚的 法尔纳巴佐斯二世参与帮助比提尼亞反对在阿契美尼德帝国中心从失败的战役中返回的希腊万人的掠夺袭击。 他还试图阻止他们进入赫勒斯滂弗里吉亚 。 据说他的骑兵当时杀死了大约500名希腊雇佣兵，并对希腊雇佣兵进行了几次袭击。 

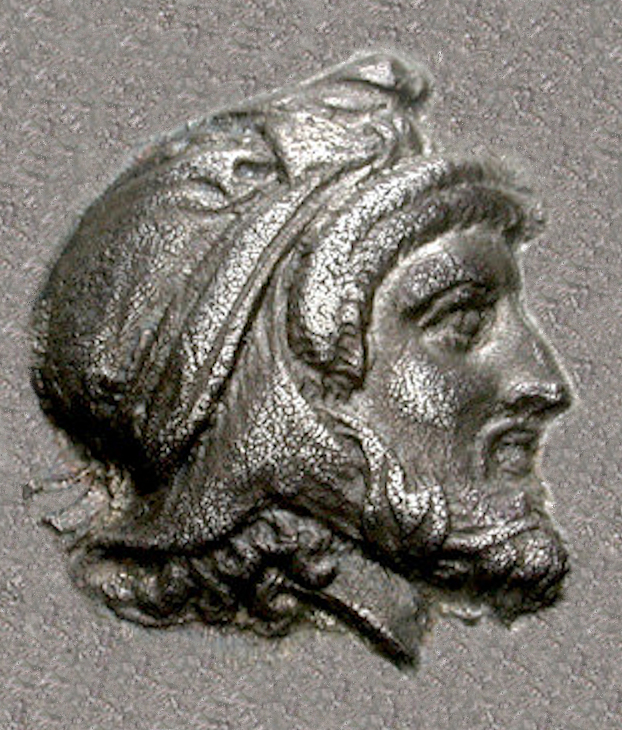
總督 法尔纳巴佐斯二世与万人作战，以防止他们掠夺比提尼亞和赫勒斯滂弗里吉亚。

然后， 法尔纳巴佐斯与Anaxibius一起组织其余的希腊雇佣兵从亚洲大陆运往拜占庭 。  上万在的到来于斯屈达尔 ，在亚细亚海岸博斯普鲁斯海峡 ，安克西比斯，被法尔纳巴佐斯贿赂以极大的承诺，他抽身出来總督 ，从事有薪来提供他们，领他们到拜占庭。 在这里，他试图摆脱他们，并在没有履行他的协议的情况下将他们推向前进。 随后发生了一场战斗，其中阿纳西比乌斯被迫逃往雅典卫城避难，而且只有色诺芬的抗议才能平息。  此后不久，希腊人在冒险家Coeratades的指挥下离开了小镇，Anaxibius发布了一份宣言，随后由最顽固的 Aristarchus采取行动，在拜占庭发现的所有Cyrus士兵应该作为奴隶出售。 

## 战斗顺序

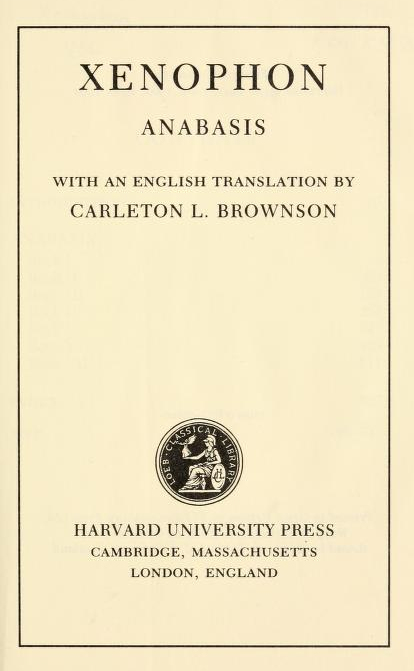
色诺芬的长征记 。

根据色诺芬的说法，万人是由以下人员组成的： 
- 4000个重装步兵下Xenias的田园（英语：Xenias of Arcadia） ，直到他离开军队在叙利亚
- 在Boeotia的Proxenus（英语：Proxenus of Boeotia）下有1,500个重型步兵和500个轻型步兵
- 在Stymfalia的Sophaenetus（英语：Stymfalia）下的1,000个重型 步兵
- Socrates the 阿哈伊亞州下的500个重型步兵 （不要与哲学家混淆）
- 在梅西亚人 帕西翁 （ Pasion the 墨伽拉）的统治下，有300个重型步兵和300个重力 游击队 ，直到他在叙利亚离开军队
- 在斯巴达的克利阿科斯下，有1000个重型步兵，800个色雷斯造型者和200个克里特弓箭手（以及2000多名来自Xenias和Pasion的人）
- Sosis the 锡拉库扎下的300个重型步兵 [18]
- 在斯巴达Cheirisophus下的700个斯巴达重型步兵
- Menon下有1,000个重型加力层和500个Thessalian peltasts [19]
- 来自亚达薛西军队的400名希腊逃兵（雇佣兵）

此外，他们通过的第35个舰队备份三列槳座戰船下毕达哥拉斯斯巴达和25个以下三列槳座戰船TAMOS的埃及下，以及10万个波斯军队阿里亚斯波斯（尽管色诺芬列出了他们10万，大多数现代历史学家认为阿里亚斯部队只有大约20,000）。 
在库纳克萨战役后不久， 斯巴达将军克利阿科斯被认为是军队的指挥官。 当提萨斐尼逮捕并执行Clearchus，Proxenus，Menon，Agias（可能与Sophaenetus同一人）和苏格拉底时，他们的地方被雅典的色诺芬， Dardanian的 Timasion， Achaean的 Xanthicles， Orchomenian的 Cleanor和阿哈伊亞的 Philesius带走，与Spartan Cheirisophus一起担任总指挥官。 
当万人雇佣军团在公元前401年开始他们的旅程时，色诺芬告诉我们他们的数量大约是10,400。 当色诺芬两年后离开他们时，他们的人数已经减少到不到6,000人。 

## 文化影响
- 1978年布克奖 [20]获得者艾丽丝·默多克的小说“海，海 [20]以此次活动命名。
- 大卫·德雷克 （ David Drake ）1988年的小说“孤独的希望 ”（ The Forlorn Hope）以一群围绕敌人的雇佣兵为特色，他们必须争取出路。 德雷克自己的着作描述了色诺芬的Anabasis作为本书第一部分的模型。
- 哈罗德科伊尔 1993年的小说“十万”显示，在德国人从乌克兰撤走核武器之后，现代欧洲的大部分美国军队都在越过德国战斗。
- 2001年的小说“ 迈克尔·柯蒂斯·福特的 十万”是对这个群体的功绩的虚构描述。 [21] [22]
- Shane Brennan 在“万人之路：通过土耳其，叙利亚和伊拉克的徒步之旅” （伦敦：罗伯特黑尔，2005年）是他2000年重新追踪万人台阶的旅程。
- Valerio Massimo Manfredi的2007年小说“Armata perduta” （The Lost Army）讲述了军队通过叙利亚女孩Abira讲述的故事，她决定跟随一位名叫Xeno（Xenophon）的希腊战士。
- Paul Kearney的2008年小说“ The Ten Thousand ”创作于一个基于色诺芬历史上的万人记录的幻想世界。
- John Ringo的2008年小说“ The Last Centurion”讲述了一个美国Stryker公司在一场必须重复万人之旅的全球瘟疫之后离开伊朗的故事。 经常提到万和Anabasis 。
- 1965年的小说“勇士”的灵感来自长征记 。 它讲述了一个来自纽约科尼岛的团伙（勇士队）在一场全城团伙会议后被迫从布朗克斯回家的路上的故事，在这次会议中，一个可能的团伙统一者被杀，统治者受到指责，统治者失去了领导者。 这部小说改编成1979年的电影“勇士” 。 在影片中，这位将成为皇帝的人物被命名为赛勒斯，康尼岛帮派的堕落领袖被命名为克莱恩，而这部电影的最后场景则发生在海边。
- 1997年的电子游戏“帝国时代”根据此次活动开展了一项名为“色诺芬三月”的竞选活动。 在任务中，玩家必须带领一队希腊军队通过敌对领土才能回家。

## 进一步阅读
- 项目Gutenberg EText
- 阿德莱德大学的Anabasis
- Álvarez Rico, Mauricio. . Gladius. 2002, 22: 29–56  [2019-05-30]. ISSN 0436-029X. （原始内容存档于2019-05-30）.